# Yves Bouguen
Yves Bouguen est un homme politique né le 20 juillet 1882 à Goudelin (Côtes-d'Armor) et décédé le 13 juillet 1960 à Loguivy-de-la-Mer (Côtes-d'Armor).

## Biographie
Médecin de profession, il devient conseiller municipal de Saint-Brieuc en 1919, conseiller général en 1931 et maire de Pleubian en 1935. Il est élu sénateur des Côtes-du-Nord en janvier 1939, et siège sur les bancs de l'Union démocratique et radicale, expression sénatoriale de la mouvance des Radicaux indépendants (centre-droit libéral et laïc).
Le 10 juillet 1940, il vote en faveur de la remise des pleins pouvoirs au Maréchal Pétain. À la Libération, il ne retrouve pas de nouveau mandat parlementaire.
Le docteur Bouguen était également le propriétaire d'un domaine à Loguivy, face à l'île de Bréhat, dans lequel il recevait régulièrement des artistes de sa connaissance qui pouvaient y travailler sereinement.

## Sources
- « Yves Bouguen », dans le Dictionnaire des parlementaires français (1889-1940), sous la direction de Jean Jolly, PUF, 1960 [détail de l’édition]